# The Police
The Police (укр. Поліція) — британський рок-гурт, що здобув популярність на хвилі панку. Також на їх музичний стиль вплинув музичний напрямок ска.
Гурт заснований на початку 1977 року в Лондоні, його засновиками були Стінг (бас-гітара і вокал), Енді Саммерс (гітара), Стюарт Коупленд (ударні) і Генрі Падовані (гітара). Їх першим хітом став сингл «Roxanne» виданий у 1978 році.

## Історія гурту
Ініціатором створення The Police був екс-ударник гурту Curved Air Стюарт Коупленд, який запросив до співпраці двох маловідомих музикантів: Генрі Падовані та колишнього учасника Last Exit Стінга. Вже в лютому 1977 року гурт зробив перший запис — сингл «Fall Out» (у травні його видала фірма «Illegal», що належала брату Стюарта та менеджеру The Police Майлзу Коупленду), а в березні дебютував перед публікою в одному з ньюпортських клубів. Незабаром гурт вирушив у невелике турне Британією разом з гуртом Cherry Vanilla, а в серпні 1977 року взяв участь у панк-роковому фестивалі, що відбувся у французькому місті Мон-де-Марсан.
Після появи на музичному ринку дебютного синглу The Police, учасник гурту Gong Майк Гоулет рекомендував Коупленду ветерана британської рок-сцени Енді Саммерса — гітара, синтезатор, який ще на початку 1960-х років почав виступати почергово з Zoot Money's Big Roll Band, Dantalion's Chariot, The Soft Machine, The Animals, а також з гуртами Кевіна Койна та Кевіна Еєрса. Коли у серпні 1977 року Падовані залишив The Police, на його місце запросили Саммерса, який завдяки своєму досвіду не мав проблем з пристосуванням до техніки гри Стюарта та незвичайного вокалу Стінга. Саммерс доповнив звучання The Police своєю винахідливістю та використанням спеціальних ефектів гри на гітарі.
Під час приватного відвідування Франції Стінг написав пісню «Roxanne», що спиралася на карибські ритми і розповідала про паризьку повію. Щоправда, на виданому 1978 року фірмою «А & М» синглі ця пісня не підкорила хіт-паради, але її перевидання наступного року завоювало 11 позицію у Британії та 39 в США. Така ж доля спіткала і записаний під впливом музики реґі альбом 1978 року Outlandos d'Amour, що лише у перевиданні 1979 року досяг британського топ 10 та американського топ 40. Подібний за звучанням наступний лонгплей Regatta de Blanc вже в оригінальному виданні очолив британський хіт-парад (у США піднявся до 25 місця) та містив такі хітові пісні, як, наприклад, «Message in a Bottle» та «Walking on the Moon».
Доступні, але досить інтелектуальні тексти Стінга робили з кожного твору ціле оповідання, яке супроводжували виконані за визначеними правилами, але оригінально опрацьовані, мелодії. Основу звучання становили партії бас-гітари (іноді контрабаса) та ударних інструментів, що єднало тріо з панк-роком, але вони були прикрашені короткими акордними секвенціями гітари Саммерса з вібраційним звуком (приставка «echoplex»). У часи своєї діяльності The Police знайшли багато послідовників. Суміш таких незвичайних елементів сприяли тому, що звучання гурту стало справді унікальним. Це підтверджують альбоми, кожний з яких у музичному плані є кроком уперед.
Коли на музичному ринку з'явився третій лонгплей Zenyatta Mondatta, відбілене завдяки пануючій панк-моді волосся «поліцейських» уже встигло потемніти, а гурт вдало закріпився на позиції одного з найпопулярніших гуртів світу. Сам альбом став платівкою, яка найкраще розкуповувалася за всю кар'єру The Police. І не тільки в США, Європі та Японії, але й у інших країнах.
Третім британським хіт-синглом № 1 гурту був «Don't Stand So Close to Me» — сповідь про спокуси, що виникають у вчителів (цю тему Стінг знав з особистого досвіду, бо перед початком музичної кар'єри був викладачем у школі), після появи якого музиканти запропонували насичену в текстовому плані, але названу дуже просто пісню «De Do Do Do De Da Da Da».
Наступного року, вже після завоювання майже всього світу, гурт представив вражаючий альбом Ghost in the Machine, на якому тексти Стінга доповнило майстерне продюсування Г'ю Педема. З цього альбому походили чергові хіт-сингли — «Spirit In The Material World», що спонукав до роздумів, «Invisible Sun», в якому торкалися тема конфлікту в Північній Ірландії, та веселий «Every Little Thing She Does Is Magic», який став ще одним британським хітом № 1.
1982 року музиканти вирішили на деякий час відпочити один від одного і зайнялись сольними проєктами. Ще 1980 року під псевдонімом «Кларк Кент» Копіленд дебютував альбомом Music Madness From the Kinetic Kid, а пізніше склав музику до фільмів «Бійцівська рибка» та «Волл-стріт». Енді Саммерс у гітарному дуеті з Робертом Фріппом теж запропонував кілька альбомів. У свою чергу в цей період Стінг присвятив себе акторській кар'єрі, знявшись у фільмі Денніса Поттера «Brimstone and Treacle» та записав спеціально для цієї стрічки кілька пісень.
Знову «поліцейські» зібралися 1983 року, щоб записати альбом Synchronicity. До нього ввійшло кілька потенційно великих хітів, для яких було знято цікаві відеокліпи. Сенсаційна пісня «Every Breath You Take», майже найкраща у кар'єрі The Police, протрималася чотири тижні на першій позиції британського хіт-параду та вісім тижнів очолювала американський. Альбом у ранзі бестселера провів 17 тижнів на першому місці. До Synchronicity ввійшли як витончені композиції, наприклад «Tea in the Sahara» чи «Wrapped Around Your Finger», так і динамічні у стилі «Synchronicity II».
Наприкінці 1983 року діяльність The Police завершилась на піку популярності, а гурт та його учасники посіли належне місце в історії популярної музики. Останній концерт гурт дав у 1984 році в Мельбурні.
1986 року гурт ненадовго відновив свою діяльність, щоб записати нові версії таких хітів, як, наприклад, «Don't Stand So Closed To Me» та «Roxanne», але 1987 року офіційно її припинив. За час своєї діяльності гурт видав цілий ряд альбомів і здобув шість нагород «Греммі».
У наступні роки музиканти займались власними проєктами, а Стінгу сольна кар'єра принесла статус зірки першої величини. Чималу популярність він мав і як актор.
Час від часу на музичному ринку з'являються ретроспективні видання гурту, як наприклад «The Very Best of Sting/The Police», присвячене 20-річному ювілею з дня створення The Police.
10 березня 2003 року зібралися разом з нагоди їх впровадження до Зали слави рок-н-ролу, а 2007 року — як гості церемонії вручення нагород «Греммі» в Лос-Анжелесі. З цієї пори гурт відновив свої спільні виступи.

## Дискографія
- Outlandos d'Amour (1978);
- Regatta de Blanc (1979);
- Zenyatta Mondatta (1980);
- Ghost in the Machine (1981);
- Synchronicity (1983).